# Римская конституция
Римская конституция — основной закон Римского государства, определяющий его политическую, экономическую и правовую систему.
Не существует ни одного единого нормативного акта или документа, которые могли бы считаться письменным изложением конституции. Также, римская конституция постоянно развивалась вместе с Римским государством.
Выделяются четыре этапа развития Римской конституции:
1. Конституция Римского царства
2. Конституция Римской республики
3. Конституция Римской империи
4. Конституция поздней Римской империи

Из Римской конституции в современный мир перекочевали такие политические концепции, как разделение властей, вето, обструкционизм, импичменты, выборы и т. д.

## Политические институты

### Законодательные собрания
Самым первым законодательным собранием, основанным во времена раннего Царства, было куриатное собрание. Её единственной политической обязанностью было избрание новых королей. Иногда король предоставлял ей свои указы для ратификации. В первые годы Республики куриатные комиции были единственным законодательным собранием, имевшим какую-либо власть. Однако вскоре после основания Республики центуриатные и трибутные комиции народа стали главными выборными и законодательными собраниями.
Большинство современных законодательных собраний являются органами, состоящими из избранных представителей. Их члены обычно предлагают и обсуждают законопроекты. Согласно сведениям, собрания Римской республики использовали прямую демократию, в то время как современные законодательные собрания используют представительную демократию. Законопроекты в Риме предоставлялись на рассмотрение и принятие самому народу через плебисциты.
Римские собрания также отличаются от современных тем, что они содержат только одну палату, а не две. То есть законопроектам не нужно было проходить через оба главных собрания, чтобы стать принятым. Кроме того, ни одна другая ветвь власти не должна была ратифицировать законопроект, чтобы он стал законом. Члены собраний также не имели полномочий вносить законопроекты на рассмотрение; только исполнительные магистраты могли вносить новые законопроекты. Такое положение дел также похоже на то, что существует во многих современных странах. Обычно рядовые граждане не могут предлагать новые законы для их принятия путем всенародного голосования. В отличие от многих современных собраний, в ранней Республике римские собрания также имели судебные функции.
После основания империи подавляющее большинство полномочий собраний было передано римскому Сенату. Когда сенат избирал магистратов, результаты этих выборов зачитывались собраниям. Иногда император представлял законы в трибутные комиции для ратификации. Собрания ратифицировали законы вплоть до правления императора Домициана. После этого момента собрания просто служили инструментами, с помощью которых граждане организовывались и изъявляли свой голос.

### Сенат
Римский Сенат является самым долгоживущим политическим институтом за всю историю Рима. Вероятно, он был основан до того, как первый царь Рима взошёл на престол. В отличие от многих современных институтов, называемых «сенатом», не законодательным органом, а скорее консультативным.
В период ранней Республики Сенат был политически слаб, тогда как власть исполнительных магистратов была довольно сильна. Переход от монархии к конституционному правлению, вероятно, был более постепенным, чем предполагают легенды. Таким образом, потребовалось длительное ослабление этих исполнительных магистратов, прежде чем Сенат смог утвердить свою власть над этими магистратами. К середине Республики Сенат достиг вершины своей власти.
После реформ Тиберия-Гракха начался упадок господства Сената. Упадок влияния Сената в эту эпоху также, в значительной степени, был вызван классовой борьбой, которая доминировала в ранней Республике. Конечным результатом стало падение Республики и провозглашение Римской империи.
Во времена Империи Сенату были переданы все конституционные, законодательные, исполнительные и судебные полномочия. Однако, в отличие от Сената Республики, Сенат Империи находился под контролем императора. Именно через Сенат император осуществлял свои автократические полномочия, и к концу принципата власть Сената практически сошла на нет.

### Исполнительные магистраты
Во времена Царства главным магистратом был именно царь. Для помощи ему в правлении назначалось два квестора. После смерти царя интеррекс председательствовал в Сенате и собраниях до тех пор, пока не был избран новый царь.
Согласно Конституции Римской республики, «исполнительная власть» состояла как из обычных, так и из чрезвычайных магистратов. Каждый обычный магистрат избирался одним из двух главных законодательных собраний Римской республики. Главный чрезвычайный магистрат, называемый диктатором, назначался с разрешения Сената Римской республики. Большинство магистратов избирались ежегодно сроком на один год. Срок полномочий всех ежегодных должностей начинался в первый день Нового года и заканчивался в последний день декабря.
Два высших по рангу обычных магистрата, консулы и преторы, имели тип власти, называемый imperium (лат. «командование»). Эта привилегия позволяла магистрату командовать военными силами. Консулы имели более высокий уровень imperium, чем преторы. Консулы и преторы, а также цензоры и эдилы, считались «курульными магистратами». Они сидели на курульном кресле, которое было символом государственной власти. Консулов и преторов сопровождали телохранители, называемые ликторами. Отличительной чертой ликторов были фасции, которые состояли из жезла со встроенным топором, символом принудительной власти государства. Квесторы не были курульными магистратами, а скорее администраторами и имели мало реальной власти.
Плебейские трибуны официально не были «магистратами», поскольку избирались только плебеями. Поскольку они считались воплощением народа Рима, их должность и их личность считались священными. Считалось тяжким преступлением причинить вред трибуну, попытаться причинить вред трибуну или попытаться воспрепятствовать трибуну каким-либо образом. Все остальные полномочия трибуната вытекали из этой священности, с двумя правами: ходатайство между магистратами и защита интересов народа. Трибунам помогали плебейские эдилы.
В чрезвычайной ситуации диктатор выбирался Сенатом. Недавно назначенный диктатор обычно выбирал заместителя, известного как magister equitum (рус. начальник конницы). И диктатор, и magister equitum были чрезвычайными магистратами, и оба обладали imperium. На практике диктатор функционировал как консул без каких-либо конституционных ограничений его власти. После 202 г. до н. э. диктатура вышла из употребления, и во время чрезвычайных ситуаций Сенат принимал senatus consultum ultimum (рус. «окончательный указ Сената»), который приостанавливал гражданское правительство и объявлял военное положение. Он объявлял «videant consules ne res publica detrimenti capiat» (рус. «пусть консулы позаботятся о том, чтобы государство не понесло вреда»). По сути, консулы были наделены диктаторскими полномочиями.
После установления принципата старые магистраторные должности (консулы, преторы, цензоры, эдилы, квесторы и трибуны) утратили большую часть своих фактических полномочий, фактически сведя их к муниципальным чиновникам, отвечающим за различные игры и праздники. Подавляющее большинство фактической политической и административной работы было передано императору. Глава исполнительной власти стал неоспоримой властью в государстве, с подавляющим доминированием Сената, который, хотя он как орган получил практически все полномочия, ранее принадлежавшие Ассамблеям, также стал не более чем инструментом правления императора.

## История

### Римское царство

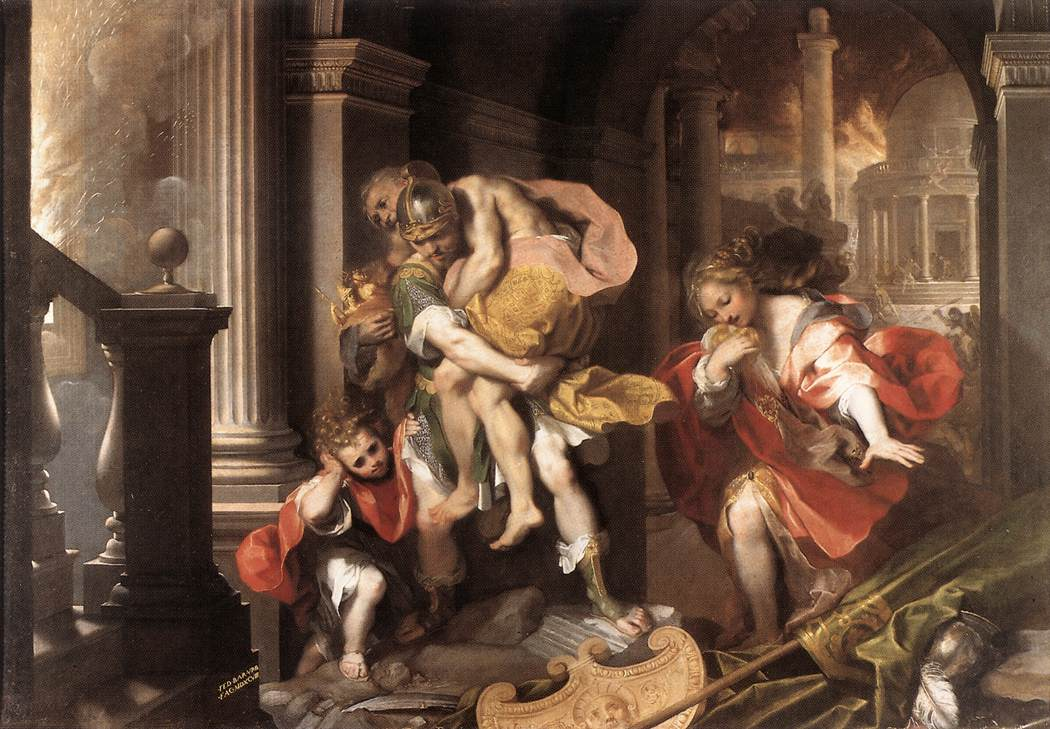
Федерико Бароччи. Бегство Энея из Трои (1598)

Исходя из легенд, историю Римского царства можно разделить на два периода. Однако достоверность некоторых легенд оспаривается, но большая их часть всё же основывалась на исторических фактах.
На время первого периода истории приходятся эпохи правления четырёх легендарных царей. В этом же периоде закладывались основы римской государственности. Город был организован в так называемые курии, были созданы сенат и собрания (также известные как комиции), отражавшие интересы народа. Было организовано два собрания — Куриатное и Калатское. Данные собрания отражали этническое разделение городского населения (всего этносов было три — латины, сабины и этруски). Также, был совет старейшин города, отражавший аристократические интересы.
Второй период приходится на правление последних трёх легендарных царей. Значительно расширилась территория Римского царства. Территориальная экспансия привела также к расширению населения Рима за счёт новоприбывших жителей захваченных городов. Люди из побеждённых стран обычно становились подданными патрицианских семей или царя (который также был патрицием).
Вскоре подданные царя освободились от рабства и стали так называемыми плебеями.
По мере расширения было необходимо и расширять армию. Так как плебеи были свободными от призыва в армию, патриции были вынуждены пойти на уступки плебейскому сословию ради увеличения армии.
Позже армия была реорганизована для призыва плебеев. Данную реформу обычно приписывают шестому царю Сервию Туллию. Также, согласно легендам, Сервий Туллий сменил систему организации армии на основе наследственных курий на систему, основанную уже на земельной собственности, и армия теперь делилась на центурии. Эти армейские единицы легли в основу нового органа — собрания (комиции) центурий, который, однако, не имел каких-либо серьёзных политических полномочий.

#### Сенат Римского царства
Вероятно, Римский сенат зародился ещё до избрания первого царя в Риме. Слово «сенат» происходит от латинского слова senex, переводится как «старик». Таким образом, дословный перевод слова «сенат» — «совет стариков».
Система Римского сената могла возникнуть от доримских индоевропейских традиций. Согласно исследованиям, общество доисторических индоевропейцев, населявшие Апеннинский полуостров примерно в 753 году до н. э., состояло из племенных общин, которыми руководили аристократические советы старейшин.
Имеются сведения, что до Царства римское общество было организовано в «кланы» (лат. gens) — объединения нескольких семей. Руководителем одного клана был мужчина-патриарх, который назывался patres (рус. отец). Когда несколько кланов объединялось, руководитель данного сообщества выбирался из числа patres вошедших кланов на совете старейшин, который развился в полноценный Сенат.
Во времена Царства главными функциями Сената были избрание и назначение новых царей. Когда умирал царь, специальный член Сената, называвшийся interrex (от лат. inter — «между» и rex — «царь») выдвигал кандидата на престол. Перед самим назначением царя Сенат должен был одобрить кандидатуру, народ должен был избрать царя, и только тогда Сенат давал одобрение на царствие.

#### Законодательные собрания Римского царства
Несмотря на то, что право издавать новые законы имел только царь, он иногда вовлекал и Куриатское собрание, которое, хоть и имело некоторые законодательные полномочия, могло лишь символически ратифицировать царские указы. Калатское собрание было чисто религиозным.
Куриатское собрание (комиция) было единственным народным собранием, имевшим какое-либо политическое значение в период Римского королевства. В календы (первые дни месяца) и ноны (пятый или седьмой день месяца) комиция собиралась для объявлений.

#### Магистратура Римского царства
Главным и единственным магистратом считался сам царь. Помимо этого, царь был и главным жрецом, главным судьёй и главнокомандующим.
По факту, у царской власти не было каких-либо ограничений. Когда начиналась война, он имел право организовывать и набирать войска, самолично выбирать командиров и вести военную кампанию по своему усмотрению. Он контролировал всю собственность, принадлежащую государству, имел единоличное право делить захваченную землю и военную добычу, был главным представителем города, и как говорилось выше, мог в одностороннем порядке издавать любой новый закон. Хоть царь и представлял законы для рассмотрения и ратификации Куриатской комиции или Сенату, отклонение с их стороны никак не мешало царю принять этот закон.

### Римская республика
Концом царской эпохи римской истории считается изгнание Луция Тарквения Гордого заговорщиками Коллатином и сенатором Луцием Юнием Брутом, которые позже были избраны римскими консулами.
Если ранее patres или совет старейшин избирал царя, то с тех пор граждане избирали двух преторов (позже ставших называться консулами) на срок длиною в один год. Полномочия преторов ничем не отличались от полномочий царя.

#### Сенат Римской республики
После установления Республики почти все места в Сенате стали вакантны, посему туда были приглашены плебеи (до этого Сенат состоял исключительно из патрициев). Плебеи не имели права голосовать или избирать кого-либо. По причине в 494 году до н. э., во время войны с сабинянами, солдаты-плебеи отказались идти на фронт и засели на Авентинском холме. Пребывая в отчаянии, патриции согласились предоставить плебеям право голоса в Сенате. Специально для плебеев были созданы две новые должности — плебейские (народные) трибуны и плебейские эдилы.
В 454 году до н. э. Сенат отправил комиссию из трёх патрициев в Грецию для изучения законодательства Солона. Через три года собранием было выбрано десять децемвиров под руководством реакционера Аппия Клавдия для создания новых кодекса и закона, для этого им была выдана верховная власть в Риме на два года. Комиссия Клавдия реформировала старую римскую правовую систему в так называемую систему Законов двенадцати таблиц. Согласно данной системе:
- плебеи по-прежнему не могли баллотироваться в консульство, однако они заимели своих представителей — трибунов.
- командные полномочия (называемые imperium) были предоставлены избранным военным трибунам.
- появились консульские трибуны, избираемые центуриатной комицией. Сенат имел полное право наложить вето на данные выборы[22].

В 445 году до н. э. плебеи потребовали права баллотироваться на выборы в консульство, но их просьба была отклонена Сенатом.
С 400 года до н. э. Рим вёл серию войн. В ходе них солдаты-плебеи оказались истощены и озлоблены. Они по-прежнему требовали права баллотироваться в консульство и уравнивания с патрициями. В 367 году до н. э. был принят закон Лициния-Секстия, требовавший избрания по крайней мере одного плебейского консула раз в год. В течение десятилетий после принятия закона Лициния-Секстия в 367 г. до н. э., который требовал избрания по крайней мере одного плебейского консула каждый год, был принят ещё ряд законов, который в конечном итоге предоставил плебеям долго требуемое ими политическое равенство с патрициями.  Эпоха господства патрициев полностью завершилась в 287 г. до н. э. с принятием закона Гортензия, после которого Рим стал демократическим государством.

#### Законодательные собрания Римской республики
Вскоре после основания Республики основным собранием стала Центуриатная комиция. На нём избирались магистраты, принимались законы и проводились судебные разбирательства.
В 509 году до н. э. Публий Валерий Публикола принял закон, гарантирующий всем римским гражданам процессуальные права. Любой осуждённый гражданин мог воспользоваться своим правом provocatio, которое обжаловало любое осуждение в Центуриатной комиции. После право provocatio эволюционировало в habeas corpus. Примерно в это же время плебеи стали собираться в собственное Плебейское куриатное собрание, изначально бывшее Плебейским советом. Организованные по куриям, они оставались зависимы от патрициев.
Согласно Цицерону, со времён Республики квесторы (помощники царя в дореспубликанские времена) стали избираться племенным собранием, возглавляемым магистратом. Можно предположить, что это был первый случай совместного собрания патрициев и плебеев. Хотя патриции могли голосовать на совместном собрании, в Риме их никогда не было очень много. Таким образом, большинство избирателей были плебеями, и все же любой магистрат, избранный совместным собранием, имел юрисдикцию как над плебеями, так и над патрициями. Таким образом, впервые плебеи, по-видимому, косвенно приобрели власть над патрициями.

### Римская империя
Началом имперской эпохи римской истории принято считать 27 год до н.э., когда был основан принципат. Первым римским императором был Октавиан Август.
13 января того же 27 года до н.э. Октавиан Август, желая укрепить свой авторитет и избежать участи своего приёмного отца, передал контроль над государством Сенату и народу. Но ни Сенат, ни народ не были готовы принять данный акт, потому Октавиан остался главным консулом.  В соответствии с этим соглашением у Октавиана теперь были специальные помощники, которые могли наложить вето на любое его действие. Теперь, хотя он, казалось, был повторно интегрирован в конституционный аппарат, его престиж устранил любой реальный риск того, что другие члены правительства попытаться помешать ему.
Также, Сенат предоставил Октавиану Августу консульское полномочие imperium сроком на десять лет.
В 23 г. до н. э. Октавиан Август снова попытался реформировать конституцию. Он отказался от своего консульства и изменил как свой проконсульский imperium, так и свои трибунские полномочия. Точный характер изменений imperium неизвестен. Однако известно, что эти изменения дали ему беспрецедентную возможность принуждать граждан. Трибунат теперь был подходящим для самодержца, который стремился сохранить популярность среди народа. Он был популярной должностью, потому что он был основным средством, с помощью которого плебеи получали политическую власть и с помощью которого они были защищены от вреда и угнетения со стороны государства. «Плебейские трибуны» имели сильные позитивные полномочия, такие как право созывать Плебейский совет, и сильные негативные полномочия, такие как право налагать вето на акт сената. Кроме того, по истории и прецеденту, трибунат, в отличие от консульства, был радикальным по своей природе.
Согласно конституции Августа, верховная власть принадлежала Сенату и народу Рима, и все его особые полномочия предоставлялись либо на определенный срок, либо пожизненно. Поэтому император не мог передать свои полномочия преемнику после своей смерти.

#### От Тиберия до Вителлия
Когда Август умер в 14 г. н. э., принципат юридически закончился. Хотя Август предоставил Тиберию специальный юридический статус, необходимый для того, чтобы стать императором, Август не мог юридически сделать Тиберия таковым. Однако юридические полномочия Тиберия, а также его статус избранного наследника Августа давали ему возможность осуществить большинство своих амбиций. Тиберий знал, что если он заручится поддержкой армии, то вскоре последует и остальное правительство. Поэтому Тиберий принял командование преторианской гвардией и использовал свой проконсульский imperium, чтобы заставить армии присягнуть ему на верность. Усилия Тиберия были настолько успешными, что, когда Сенат объявил его princeps, он сделал так, чтобы его согласие выглядело как уступка требованиям сенаторов.
При Тиберии право избирать магистратов было передано от собраний Cенату. Теперь собрания использовались только для того, чтобы заслушивать результаты выборов магистратов. Кроме того, они сохранили некоторые теоретические законодательные полномочия.
После смерти Тиберия Сенат избрал новым императором Калигулу. Он передал избирательные полномочия обратно собраниям, но затем быстро вернул эти полномочия Сенату. В 41 году до н.э. Калигула был убит, и в течение двух дней после его убийства сенат обсуждал восстановление республики. Но из-за требований армии Клавдий Цезарь в конечном итоге был провозглашен императором. Антикварные интересы Клавдия привели к его попыткам возродить старую цензуру и вернуть некоторую степень независимости Сенату. В конечном итоге Клавдий был убит, а Нерон был провозглашён императором.
Вероятно, наиболее существенный недостаток в конституции, оставленной Августом, касался вопроса престолонаследия. Этот смертельный недостаток был жестоко выявлен в 69 году до н.э. Август создал постоянную армию, в которой отдельные солдаты служили под началом одних и тех же военных губернаторов в одних и тех же провинциях в течение длительного периода времени. Следствием этого стало то, что солдаты в провинциях выработали определенную степень лояльности к своим командирам, которой у них не было к императору. Таким образом, империя была, в некотором смысле, союзом зарождающихся княжеств, который мог распасться в любое время.
Первые признаки националистического сепаратистского движения появились в Галлии в 68 году до н.э.,  но это движение закончилось, когда его лидер, Гай Юлий Виндекс, был побеждён римской армией под командованием Луция Вергиния Руфа. Изначально Руф был губернатором провинции Верхняя Германия, но вскоре его солдаты неофициально объявили его императором. Хотя у него была возможность пойти на Рим и захватить власть в стране, из-за убеждения Руфа о своём низком происхождении для поста императора он не стал этого делать. Аналогично в Тарраконской Испании своими солдатами был объявлен императором Сервий Сульпиций Гальба, позже ставший официальным императором Рима.

#### Династия Флавиев
При императоре Веспасиане система Римского государства начала развиваться в абсолютную монархию. Он назначал всех граждан в Сенат, хотя до него для вступления в Сенат необходима была должность магистрата. Этот акт сам по себе ослабил престиж и, следовательно, власть как сената, так и магистратских должностей. При Веспасиане сенат вернулся к своей первоначальной роли консультативного совета. Однако реформы Веспасиана внесли большой вклад в укрепление империи. Почести, которые император теперь оказывал гражданам, пользовались большим спросом. Лица, получившие такие почести, гордились ими и, как следствие, становились более преданными императору, в то время как лица, ещё не получившие таких почестей, стремились их заслужить.
Несмотря на успехи, достигнутые Веспасианом в укреплении империи, он не решил вопрос о престолонаследии, хотя, возможно, он решил не решать этот вопрос, потому что, имея двух сыновей, он мог легко обеспечить восшествие на престол своего собственного преемника.
Правление Домициана ознаменовало собой важный поворотный момент на пути к монархии. пробыв консулом десять лет, Домициан сделал себя пожизненным цензором и, в отличие от своего отца, использовал эти полномочия для дальнейшего подчинения Сената. Он также изменил закон, чтобы иметь возможность председательствовать на судебных процессах против сенаторов. То, как он мог доминировать над своими коллегами-консулами, помогло ещё больше проиллюстрировать бессилие консульства. Домициан также издал закон, согласно которому генералы могли командовать только одним легионом. Предположительно, это было сделано для лишения потенциальных заговорщиков военной силы.

#### Упразднение принципата
Нерва, избранный Сенатом, отменил некоторые законы, совершённые Домицианом, такие как преследования лиц за неуважение к императору. После смерти Нервы новым императором стал Траян. Траян желал восстановить некоторые бывшие республиканские традиции. Он отказался председательствовать на судебных процессах против сенаторов, предусматривающих смертную казнь, соблюдал прецедент свободы слова во время заседаний сената и отсутствовал в Риме в течение столь длительных периодов, что Сенат даже восстановил некоторые независимые законодательные полномочия.
Преемником Траяна стал Адриан. Его самым важным конституционным изменением было создание бюрократического аппарата, который включал фиксированную градацию чётко определённых должностей и соответствующий порядок продвижения по службе. Многие функции, которые в прошлом передавались на аутсорсинг, такие как сбор налогов, теперь должны были выполняться государством. Адриан усыновил Антонина Пия, сделал его своим наследником. При его правлении никаких изменений конституции совершено не было.
Наследником Антонина Пия был назначен Марк Аврелий.  Самым значительным конституционным развитием, которое произошло во время правления Марка Аврелия, было возрождение республиканского принципа коллегиальности.
Начиная с 235 года, с правления варварского императора Максимина Фракийца , империя пережила период тяжёлого военного, гражданского и экономического стресса. Кризис, вероятно, достиг своего пика во время правления Галлиена, с 260 по 268 год. Кризис закончился с восшествием на престол Диоклетиана в 284 году и упразднением принципата.